# Mazières-en-Mauges
Mazières-en-Mauges è un comune francese di 1 035 abitanti situato nel dipartimento del Maine e Loira nella regione dei Paesi della Loira.

## Società

### Evoluzione demografica
Abitanti censiti